# 2014 في إثيوبيا
فيما يلي قائمة بالأحداث التي وقعت خلال عام 2014 في  إثيوبيا.

## في السلطة
- الرئيس : مولاتو تيشومي
- رئيس الوزراء هايلي مريام ديسالين

## أحداث

### فبراير
- 17 فبراير - تم تحويل رحلة الخطوط الجوية الإثيوبية رقم 702 بين أديس أبابا وروما لتهبط في جنيف في محاولة اختطاف من قبل مساعد الطيار الذي يدعي أنه يسعى للحصول على اللجوء السياسي.

### أبريل
- 16 أبريل - نصب مسلحون كمينا لحافلة مما أسفر عن مقتل تسعة أشخاص وإصابة ستة آخرين في غرب إثيوبيا بالقرب من الحدود السودانية. [1]

### مايو
- 2 مايو - مقتل تسعة طلاب على الأقل في احتجاجات بمنطقة أوروميا. [2]

### نوفمبر
- 4 نوفمبر - في جوهانسبرج، قال الصحفي الأنغولي والناشط في مجال حقوق الإنسان رافائيل ماركيز إن على الاتحاد الأفريقي نقل مقره الرئيسي خارج إثيوبيا بسبب المخاوف بشأن حرية التعبير هناك. [3]

### ديسمبر
- 6 ديسمبر - 70 غرقًا على الأقل عندما غرق قارب مهاجرين من إثيوبيا قبالة ساحل البحر الأحمر في اليمن. [4]